# Guerre civile djiboutienne
La guerre civile djiboutienne est un conflit opposant le Front pour la restauration de l’unité et la démocratie (FRUD) au régime de Hassan Gouled Aptidon, accusé de favoriser les Issas au détriment des Afars, qui éclate durant l'année 1991. Malgré un premier accord de paix en 1994, une partie du FRUD décide de continuer la lutte sous le nom de FRUD-combattant. Un nouvel accord de paix, signé le 12 mai 2001, aboutit à  l'arrêt des combats.

## Déroulement

### Origines
Durant les luttes pour l'indépendance du pays, à partir des années 1960, le Front de libération de la Côte des Somalis (FLCS), soutenu par la Somalie, et le Mouvement de libération de Djibouti, soutenu par l'Éthiopie, sont déjà en rivalité. Si elle recouvre une division entre deux groupes « ethniques » de la colonie française, les Afars et les somalis Issas, cette opposition, selon certains analystes, est aussi le produit du fait colonial et de sa rhétorique.
Alors que sous les gouvernements dirigés par Ali Aref Bourhan entre 1960 et 1976, ce sont les afars qui étaient favorisés par l'administration, lors de l'indépendance en 1977, les Issas prennent une place importante sur la scène politique et économique. Le président Hassan Gouled Aptidon, accusé de népotisme, d'autoritarisme et de favoriser les Issas, est ainsi de plus en plus contesté par les Afars.

### Les affrontements
À la fin des années 1980, des groupes « afar », comme le Mouvement populaire de libération (MPL), organisent des attentats contre le régime[réf. nécessaire]. En 1991, plusieurs mouvements d'opposition sont créés : le Front de résistance patriotique de Djibouti (FRDP), l'Alliance des forces pour la démocratie (AFD) et l'Action pour une révision de l'ordre à Djibouti (Arod). À la mi-1991, plusieurs d'entre eux se regroupent au sein d'une nouvelle organisation : le Front pour la restauration de l’unité et la démocratie (FRUD).
Les premières actions armées du FRUD se déroulent les 12 et 13 novembre 1991, l'organisation obtient des victoires militaires dans la forêt du Day, à `Assa Gaila… Le gouvernement n'arrive pas à contenir le mouvement qui s'étend rapidement. En février 1992, les deux tiers du pays sont contrôlés par l'opposition. Un cessez-le-feu est alors négocié par l'intermédiaire du gouvernement français qui déploie des troupes d'interposition.
Durant cette trêve, les forces de sécurité (Armée nationale djiboutienne et Forces nationales de sécurité) sont renforcées, passant de 2 500 à 15 000 hommes, tandis que des milices pro-gouvernementales sont créées, recrutant par milliers des mercenaires d ethnie somali surtout issas venus de Somalie et d'Éthiopie . Le FRUD de son côté n'aligne que 3 000 combattants.
En août 1992, l'ancien Premier ministre Ahmed Dini est élu à la présidence du FRUD et Mohamed Adoyota à la vice-présidence.
Dès les premiers jours de 1993, les combats reprennent et sont marqués par un recul général de l'opposition ; le gouvernement reprend le contrôle du Centre puis du Nord du pays. L'opposition dénonce les nombreuses violences contre les populations civiles lors de cette reconquête. Parallèlement à ses succès  militaires, le gouvernement tente d'ouvrir des négociations avec le FRUD, qui est acculé à la frontière entre Djibouti et l'Éthiopie et ne dispose plus que de quelques centaines de militants,.

### Fin du conflit
Face à ces revers, le FRUD se divise. Une partie du mouvement, sous l'impulsion d'Ougoureh Kifleh Ahmed, engage en 1994 des négociations avec le gouvernement qui aboutissent à un accord de paix en décembre 1994. Ougoureh Kifleh Ahmed intègre le gouvernement en 1995.
Les membres du FRUD opposés au processus de paix (parfois dit « FRUD-combattant » ou « FRUD-national »), comptant près de 200 hommes dont la moitié dotés d'armes, menés par Ahmed Dini et son fils Kassim Dini, reprennent la lutte. Malgré le soutien en 1998 de l'Érythrée durant la guerre Érythrée-Éthiopie[réf. nécessaire], le FRUD-combattant ne mène que des actions de faible envergure, instaurant néanmoins un niveau d'insécurité suffisant pour contraindre au maintien d'un budget militaire important qui asphyxie financierement le pays.
Après l'élection d'Ismail Omar Guelleh à la présidence du pays en 1999 et la fin du soutien érythréen[réf. nécessaire], Ahmed Dini entame des négociations avec le gouvernement en 2000. Le 12 mai 2001, un nouvel accord de paix est signé, les fractions du FRUD intègrent la vie politique djiboutienne.
Quelques militants sous la direction de Mohamed Kadamy, dit « FRUD-armé », refusent cependant cet accord et annoncent continuer la lutte . Cependant ils ne mènent que très peu d'actions concrètes, leurs chefs sont à l'étranger, la guerre est terminée.